# Mesochorus unicarinatus
Mesochorus unicarinatus är en stekelart som beskrevs av Dasch 1971. Mesochorus unicarinatus ingår i släktet Mesochorus och familjen brokparasitsteklar. Inga underarter finns listade i Catalogue of Life.